# Boroko
Boroko – miejscowość w Papui-Nowej Gwinei na południowo-wschodnim wybrzeżu Nowej Gwinei, na południe od centrum Port Moresby.
W Boroko znajduje się  m.in. siedziba agencji badania katastrof lotniczych (Papua New Guinea Accident Investigation Commission, PNG AIC).